# Gaio Velleo Tutore
Gaio Velleo Tutore (in latino: Gaius Vellaeus Tutor; Canusium, 16 a.C. circa – dopo il 26) è stato un magistrato romano, console dell'Impero romano.

## Biografia
Appartenente alla plebea gens Vellaea, originaria senza dubbio della città di Canusium in Apulia, Tutore era probabilmente un homo novus. Con ogni probabilità suo fratello era Publio Velleo, attestato in Tacito come legato pretorio di Mesia sotto Gaio Poppeo Sabino nel 21, quando trucidò i ribelli traci che assediavano Filippopoli.
Della carriera di Tutore quasi nulla è noto. L'unica carica che si conosce è, infatti, il suo consolato: questo è stato per lungo tempo datato al 28, ma un frammento di recente scoperta dei Fasti fratrum Arvalium, seguito dalla rilettura corretta di un pezzetto dei Fasti Allifani, ha permesso di collocarlo con sicurezza nel secondo semestre del 26. Tutore ebbe come collega il nobile Lucio Giunio Silano, e insieme sostituirono, a luglio, gli illustri Gneo Cornelio Lentulo Getulico e Gaio Calvisio Sabino: il loro consolato vide sicuramente la morte di Marco Asinio Agrippa e di Quinto Aterio, e con ogni probabilità la promulgazione di una lex Iunia Vellaea sulla institutio e sulla exhaeredatio di figli postumi.
Di Tutore nient'altro è noto, ma probabilmente era suo figlio Velleo Tutore, console nel 50 o, più probabilmente, nel 54, il quale emanò il senatusconsultum Vellaeanum.